# Lucimar de Moura
Lucimar Aparecida de Moura (Timóteo, 22 marzo 1974) è un'ex velocista brasiliana.

## Palmarès
| Anno | Manifestazione      | Sede     | Evento      | Risultato        | Prestazione | Note |
| ---- | ------------------- | -------- | ----------- | ---------------- | ----------- | ---- |
| 1999 | Giochi panamericani | Winnipeg | 200 m piani | Argento          | 23"03       |      |
| 2007 | Mondiali            | Osaka    | 100 m piani | Quarti di finale | 11"61       |      |
| 2007 | Mondiali            | Osaka    | 4×100 m     | Batteria         | 44"64       |      |
| 2008 | Giochi olimpici     | Pechino  | 4×100 m     | Bronzo           | 43"14       |      |
| 2009 | Mondiali            | Berlino  | 100 m piani | Quarti di finale | 11"44       |      |
| 2009 | Mondiali            | Berlino  | 4×100 m     | 4ª               | 43"13       |      |